# Sekeladi Hilir
Sekeladi Hilir is een bestuurslaag in het regentschap Rokan Hilir van de provincie Riau, Indonesië. Sekeladi Hilir telt 1961 inwoners (volkstelling 2010).